# جواز قتل (فیلم ۱۹۸۹)
جواز قتل یا مجوز برای کشتن (به انگلیسی Licence to Kill) عنوان شانزدهمین فیلم از سری فیلم‌های جیمز باند است که توسط جان گلن کارگردانی و در سال ۱۹۸۹ اکران عمومی شد. در این فیلم صد و سی و سه دقیقه‌ای، تیموتی دالتون برای دومین بار و آخرین بار در نقش جیمز باند ظاهر شد.

## خلاصه داستان
یکی از سلاطین قاچاق مواد مخدر که به دام مأموران افتاده، پس از گریز، ترتیب یک حمله به عامل دستگیری اش را می‌دهد، که از دوستان «جیمز باند» (دالتن) است. «باند» نیز برای انتقام جویی به تعقیب او می‌پردازد و در نهایت امپراتوری اش را متلاشی می‌کند.

## بازیگران
- تیموتی دالتون در نقش جیمز باند
- کاری لوول در نقش پَم بوویر
- رابرت داوی در نقش فرانز سانچز
- دزموند لِوِلین در نقش کیو
- تالیسا سوتو در نقش لوپ لامورا
- فرانک مک‌ری در نقش شارکی
- دیوید هدیسون در نقش فلیکس لیتر
- رابرت بروان در نقش ام
- کارولین بلیس در نقش خانم مانی پنی

## بودجه، فروش و استقبال
برای ساختن جواز قتل سی و دو میلیون دلار هزینه شد. این فیلم در گیشه صد و پنجاه و شش میلیون دلار فروش کرد. با این حال کمپانی سازنده که از فروش و استقبال سرد مردم و منتقدین چندان راضی نبود، به مدت شش سال (بیشترین وقفه در میان ساخت فیلمهای جیمز باند) از ساخت قسمت جدید از این سری خودداری کرد.

## بازی ویدئویی
براساس این فیلم یک بازی ویدئویی نیز به همین نام ساخته شد.